# Людвиг I (ландграф Гессена)
Людвиг I Миролюбивый (нем. Ludwig I. von Hessen, «der Friedfertige»; 6 февраля 1402, Шпангенберг, Гессен — 17 января 1458, Шпангенберг, Гессен) — ландграф Гессена с 1413 года.

## Жизнь
Сын Германа II, ландграфа Гессена (1341—1413) и Маргариты (1367—1406), дочери Фридриха V, бургграф Нюрнберга. В 1436 году он женился на Анне (1420—1462), дочери Фридриха I, курфюрста Саксонии. Их дети:
- Людвиг II (1438—1471)
- Генрих III (1440—1483)
- Герман IV (1450—1508)
- Елизавета (1453—1489)

∞ 1464 Иоганн III, граф Нассау-Вейльбурга
- Фридрих (1458—1463)

В 1425 году разразился конфликт с Майнцским курфюршеством по поводу притязаний на власть в Гессене, который перешёл в открытую военную конфронтацию. Архиепископ Майнца Конрад III потерпел сокрушительное поражение в Фульде в 1427 году.
После смерти Людвига I между его сыновьями Людвигом II и Генрихом III в 1469 г. велась вооружённая борьба за наследство.